# Cycladische beschaving

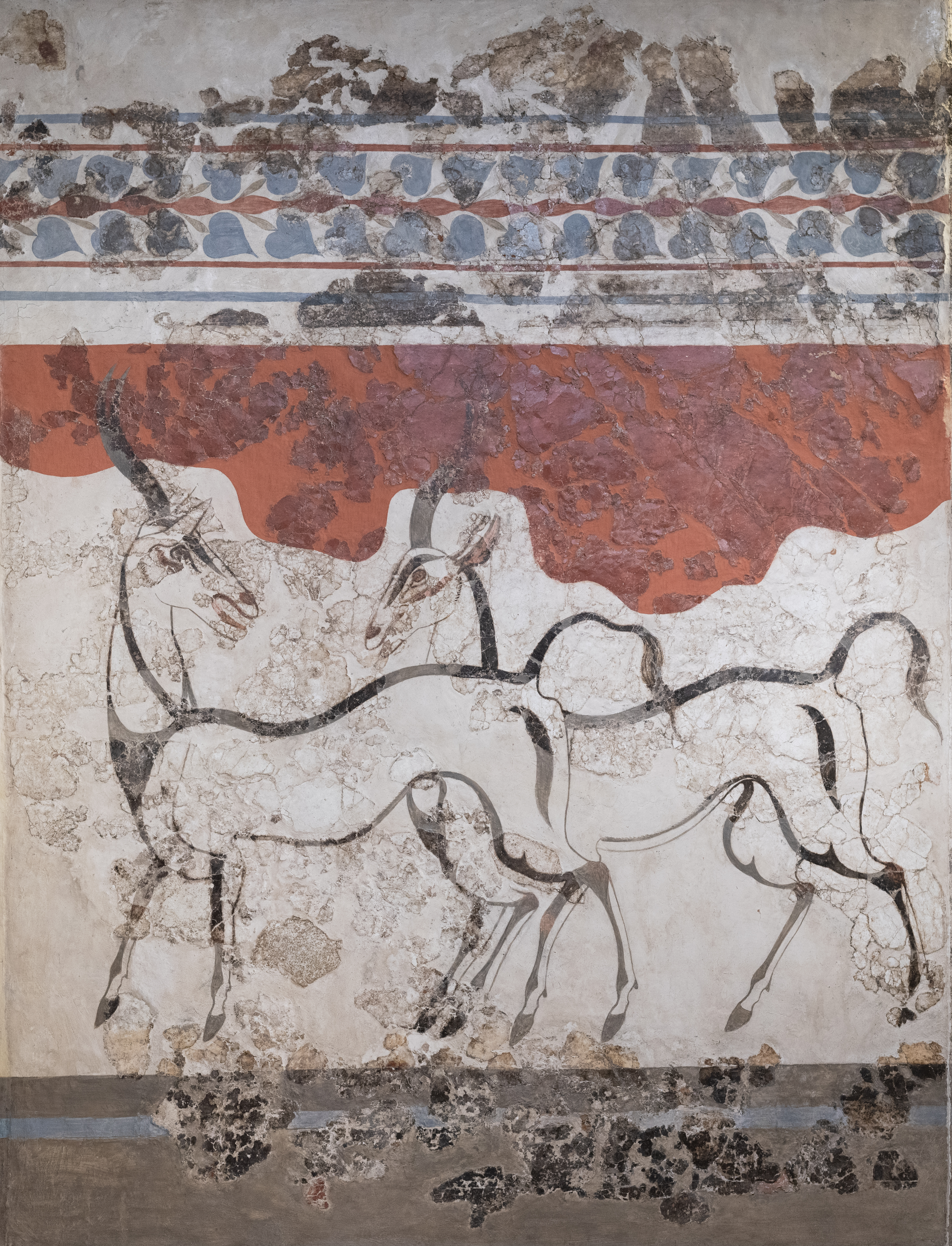
Laat-Cycladisch fresco van antilopen uit Akrotiri.

De Cycladische beschaving was een belangrijke cultuur in Griekenland, die bestond in de late Bronstijd, van ca. 3000 tot ca. 2000 v.Chr. De bakermat van deze beschaving lag mogelijk op Santorini (zie onder), dat gedeeltelijk werd vernietigd tijdens een vulkaanuitbarsting.

## Geschiedenis
Opmerkelijk is dat de kleine nederzettingen uit de Vroeg-Cycladische Grotta-Peloscultuur (± 3100 - ± 2600 v.Chr.) in de Midden-Cycladische Keros-Syroscultuur (2600 - 2300 v.Chr.) versterkt zouden worden (mogelijk tegen vijandige aanvallen van de Minoërs of tegen de bewoners van de Cycladen onderling die zich mogelijk bezondigden aan piraterij). De Keros-Syroscultuur liep over in de Phylakopicultuur (2300 - 2000 v.Chr.), die overging in een sterk Minoïsch getinte cultuur. Er zijn sporen dat de Minoërs rond deze tijd de Cycladen veroverd en gekoloniseerd zouden kunnen hebben.
In 1628 v.Chr. vernietigde een vulkaansuitbarsting op Thera echter een groot deel van Santorini, de mogelijke bakermat van de Cycladische cultuur.

## Maatschappij
De Cycladische maatschappij was welvarend. De bewoners van de Cycladen waren zeelui die handel dreven in het oostelijke Middellandse Zeegebied. Aan de hand van de gevonden figurines menen geleerden dat het om een agrarische maatschappij ging.

Thucydides noemde de oorspronkelijke bevolking van de Cycladen Lelegers en vermeldde dat zij uit het zuidwesten van Klein-Azië verdreven zouden zijn, waar zij Cariërs werden genoemd. Terwijl Thucydides meent dat de mythische koning Minos hen verdreef, schrijft Herodotos dit aan de Doriërs en Ioniërs toe.

## Kunst
De Cycladen staan, behalve om hun stranden, gezamenlijk bekend om hun kunst. Tussen 4000 en 1100 v.Chr. werden er op deze eilandengroep kleine in wit marmer, modern ogende beeldjes geproduceerd (idolen), zonder gelaat en alleen een neus. De beeldjes zijn herleid tot de geometrische grondvormen. Opvallend was dat de beeldjes meestal een vrouw voorstelden. Aanvankelijk werden deze in graftombes gezet als afgodenbeeldjes, later werden ze echt gezien als kunstvorm.
Ook de bronzen wapens en voorwerpen uit klei en stenen (waaronder de "Frying pans") zijn mooie voorbeelden van de Cycladische kunst.

## Architectuur
De Cycladische architectuur zou zich geleidelijk ontwikkelen tot een monumentale architectuur. Op het einde integreerde ze op vele vlakken elementen uit de Myceense architectuur, zoals het megaron.